# بوب هاريسون (لاعب كرة قاعدة)
بوب هاريسون (بالإنجليزية: Bob Harrison)‏ هو لاعب كرة قاعدة أمريكي، ولد في 20 سبتمبر 1930 في سانت لويس في الولايات المتحدة.